# Élections constituantes de 1945 en Loir-et-Cher
Les élections législatives françaises de 1945 se déroulent le 21 octobre.

## Mode de scrutin
Les députés sont élus selon le système de représentation proportionnelle suivant la règle de la plus forte moyenne dans le département, sans panachage ni vote préférentiel. Il y a 586 sièges à pourvoir.
Dans le département des Loir-et-Cher, quatre députés sont à élire.

## Élus
Les quatre députés élus sont : 
| Identité           | Parti | Parti |
| ------------------ | ----- | ----- |
| Robert Mauger      |       | SFIO  |
| Bernard Paumier    |       | PCF   |
| Gabriel Chevallier |       | MRP   |
| Robert Bruyneel    |       | AD    |

## Résultats

### Résultats à l'échelle du département
| Parti          | Parti                                            | Tête de liste      | Résultats | Résultats | Sièges | Sièges |
| Parti          | Parti                                            | Tête de liste      | Voix      | %         |        |        |
| -------------- | ------------------------------------------------ | ------------------ | --------- | --------- | ------ | ------ |
|                | Section française de l'Internationale ouvrière   | Robert Mauger      | 30 554    | 25,10     | 1      |        |
|                | Parti communiste français                        | Bernard Paumier    | 30 075    | 24,71     | 1      |        |
|                | Mouvement républicain populaire                  | Gabriel Chevallier | 28 798    | 23,66     | 1      |        |
|                | Défense républicaine (AD)                        | Robert Bruyneel    | 26 866    | 22,07     | 1      |        |
|                | Parti républicain, radical et radical-socialiste | Pierre Dussaud     | 5 490     | 4,51      | -      |        |
|                |                                                  |                    |           |           |        |        |
| Inscrits       | Inscrits                                         | Inscrits           | 157 067   | 100,00    | 4      |        |
| Votants        | Votants                                          | Votants            | 125 534   | 79,92     |        |        |
| Blancs et nuls | Blancs et nuls                                   | Blancs et nuls     | 3 801     | 3,03      |        |        |
| Exprimés       | Exprimés                                         | Exprimés           | 121 733   | 96,97     |        |        |